# Scottecs Megazine
Scottecs Megazine è stata una rivista di fumetti creata da Sio e pubblicata da Shockdom dal 2015 al 2023.
Nel 2023 la serie viene sostituita da Scottecs Gigazine.

## Storia editoriale
Dopo il successo delle strisce quotidiane pubblicate online e della loro ristampa in volume da parte dell'editore Shockdom, Sio ha esordito con la medesima casa editrice nel gennaio 2015 con la sua prima pubblicazione regolare, la rivista a fumetti Scottecs Megazine, interamente ideata, scritta e disegnata dall'autore stesso.
Il 19 dicembre 2017 viene pubblicato il primo albo speciale, come supplemento al numero 12 della testata, intitolato Dragor Boh, con testi di Sio e disegni di Dado e inteso come una parodia di Dragon Ball. A questo primo albo speciale seguiranno Mega Tree Majokko nel dicembre 2019, con storie di Sio, Dado e Chiara Zuliani, e Scottecs megaestate nel luglio 2022. L'albo Dragor Boh è stato ristampato il 15 giugno 2020 in formato volume monografico con il titolo Dragor Boh: Perfec Tedition, comprendente anche Dragor Boh Zuper pubblicato sulle pagine della testata regolare.
Dopo la fondazione della propria casa editrice Gigaciao nell'ottobre 2022, Sio ha annunciato nel mese di aprile la chiusura della testata e l'inizio della pubblicazione di Scottecs Gigazine, in collaborazione con Dado, Fraffrog e Giacomo Bevilacqua. La serie si è quindi conclusa con il numero 33, uscito nel gennaio 2023, mentre l'albo 34, che sarebbe dovuto essere l'ultimo numero della serie, non è stato distribuito per motivi sconosciuti nonostante fosse già pronto e impaginato.

## Albi
| Nr. | Titolo                                           | Data         |
| --- | ------------------------------------------------ | ------------ |
| 1   | Roba furbuffa                                    | gennaio 2015 |
| 2   | Cose strambe                                     | aprile 2015  |
| 3   | Mariangiongiangela e l'ultima cosa buona         | luglio 2015  |
| 4   | Kay Occhei avvocata difensora                    | ottobre 2015 |
| 5   | Power Chess                                      | gennaio 2016 |
| 6   | Game of Polthrones                               | aprile 2016  |
| 7   | Speciale scienze a fumetti                       | luglio 2016  |
| 8   | Reboot                                           | ottobre 2016 |
| 9   | Le origini del Dr. Culocane                      | gennaio 2017 |
| 10  | Le cronache di Marzia                            | aprile 2017  |
| 11  | Patatorfio e il mistero delle notizie invisibili | luglio 2017  |
| 12  | Viaggio al freddo                                | ottobre 2017 |
| 13  | Avvènturland stagione 2                          | gennaio 2018 |
| 14  | Bruco Gianluco                                   | aprile 2018  |
| 15  | Dragor Boh Zuper                                 | luglio 2018  |
| 16  | Missy Talia                                      | ottobre 2018 |
| 17  | Super Cane Magic                                 | gennaio 2019 |
| 18  | My Hero Macadamia                                | aprile 2019  |
| 19  | Il re giraffo                                    | luglio 2019  |
| 20  | Dragon Boh Kart                                  | ottobre 2019 |
| 21  | Banane                                           | gennaio 2020 |
| 22  | La leggenda di Zeldor                            | maggio 2020  |
| 23  | Bòkemorp vinaccia/Bòkemorp bluzzurro             | luglio 2020  |
| 24  | Dottor Canhattan                                 | ottobre 2020 |
| 25  | Young Cagnolino                                  | gennaio 2021 |
| 26  | Speciale videogiochi                             | aprile 2021  |
| 27  | Ciaovengers                                      | luglio 2021  |
| 28  | Super mangamici                                  | ottobre 2021 |
| 29  | Il guffo                                         | gennaio 2022 |
| 30  | Speciale 300                                     | aprile 2022  |
| 31  | L'avventura di Jimmy Verdoora                    | luglio 2022  |
| 32  | Squali!!!                                        | ottobre 2022 |
| 33  | Super idraulico magico                           | gennaio 2023 |

### Albi speciali
| Nr. | Titolo              | Data             |
| --- | ------------------- | ---------------- |
| 1   | Dragor Boh          | 19 dicembre 2017 |
| 2   | Mega Tree Majokko   | 13 dicembre 2019 |
| 3   | Scottecs megaestate | 30 giugno 2022   |

## Accoglienza
La serie ha avuto un buon successo di pubblico e di critica, che ha apprezzato la capacità di Sio «di aver trovato una formula di facile presa anche sui più piccoli» e la capacità di arrivare all'edicola «partendo dal basso» facendosi conoscere sul web. Secondo Marco Andreoletti di Fumettologica, l'autore «distribuisce lungo tutte le sue narrazioni continue rassicurazioni circa il fatto che stia vestendo un ruolo a usufrutto del lettore (o spettatore)», e Sio stesso è «un personaggio a fumetti che disegna fumetti, ma sotto sotto c'è un ragazzo per lo meno dotato di una certa creatività e capacità di comunicarsi. È la normalizzazione delle fanzine fotocopiate storte, delle strisce prive di senso e della vertigine del non avere la minima idea di che cosa si abbia tra le mani. Il manierismo del fumetto disegnato male», per poi concludere che: «l'umorismo cooooosì rassicurante e l'autore tanto scemetto da ricordarci quel compagno di banco delle medie con cui ridevamo sempre. Non c'è nulla di male in tutto questo, sia ben chiaro. E le vendite sono lì a dimostrarlo».